# Looking for Trouble (1934)
Looking for Trouble is een Amerikaanse misdaadfilm uit 1934 onder regie van William A. Wellman. Destijds werd de film in Nederland uitgebracht onder de titel Hoogspanning op de lijnen.

## Verhaal
Joe en Casey werken samen voor een telefoonmaatschappij. Ze willen aantonen dat de baas van het vriendinnetje van Joe een misdadiger is. Ze lopen echter in de val en worden door criminelen achtergelaten in een brandend gebouw.

## Rolverdeling
| Acteur             | Personage                 |
| ------------------ | ------------------------- |
| Spencer Tracy      | Joe Graham                |
| Jack Oakie         | Casey                     |
| Constance Cummings | Ethel Greenwood           |
| Arline Judge       | Maizie Bryan              |
| Judith Wood        | Pearl La Tour             |
| Morgan Conway      | Dan Sutter                |
| Paul Harvey        | James Regan               |
| Joe Sawyer         | Max Stanley               |
| Robert Elliott     | Commandant Flynn          |
| Franklyn Ardell    | George Martin             |
| Paul Porcasi       | Directeur van het cabaret |
| Charles Lane       | Telefonist                |